# Jackpot (musikalbum)
Jackpot är namnet för de samlingsalbum på CD och kassettband som gavs ut av Frituna med de medverkade artisterna från Bingolotto. Den första skivan gjordes till hösten 1993, därefter släpptes två nya album varje år fram till våren 1998. Vissa av artisterna medverkade flera gånger på samma album. I fodralet nämndes vilket datum artisten skulle komma att medverka i Bingolotto.

## Låtlista per volym

### Volym 1
1. Eloise (Arvingarna)
2. Gyllene år (Christina Lindbergs)
3. I mitt innersta hjärta (Thor-Görans)
4. Den röda stugan (Göran Lindbergs)
5. Som en ostämd ton (Bodil Hovenlid)
6. Kärleken ska segra (Matz Bladhs)
7. Du ringde från Flen (Grönwalls)
8. En gång är ingen gång (Lasse Stefanz)
9. Du och jag och kärleken (Drifters)
10. Vårens första blomma (Roland Cedermark)
11. Aj, aj, aj (Schytts)
12. Du bara du (Dannys)
13. Minns du (Bjarnes)
14. Vår tid är nu (Kellys)
15. Vem slår ditt hjärta för (Sannex)

### Volym 2
1. Mitt hjärta (Sten & Stanley)
2. En gammal sjöman / B. Månson (Berth Idoffs)
3. Nästa gång det blir sommar (Drifters med Marie Arturén)
4. Ännu en vacker dag (Tiffany)
5. Du har det där (Lisbet Jagedal & Pools)
6. Ingen får mej att längta som du (Thorleifs)
7. Jag måste ge mig av (Wizex)
8. Du måste skynda dig (Seastars)
9. Jag ringer på fredag (Sven-Ingvars)
10. För dina vackra ögons skull (Nick Borgens)
11. Kärleken (Jenny Öhlund & Candela)
12. Inget kan stoppa oss nu (Black Jack)
13. Strunta i etiketten (Helene & gänget)
14. Bruna ögon (Curt Haagers)
15. Det bästa som hänt (Leif Bloms)
16. Dumbom (Flamingokvintetten)
17. En liten bit av kärlek (Towe Widerbergs)
18. Varje litet ögonkast (Ann-Cathrine Wiklander)

### Volym 3
1. Räck mig din hand (Arvingarna)
2. Kär i dej (Sannex)
3. Jag ska aldrig lämna dig (Kikki Danielsson)
4. Klockorna ska ringa (Matz Bladhs)
5. Dina ögon svarar ja (Fernandoz)
6. Du är min hjärtevän (Grönwalls)
7. De' e som en dröm (Jubilee)
8. Tre små ord (Göran Lindbergs)
9. Sommar i Sverige (Sven-Ingvars)
10. Tre tända ljus (Sannex)
11. Hold me (Barbados)
12. Ett litet hus intill vägen (Christina Lindbergs)
13. It's now or never (Shanes)
14. Våra nya vingar (Lotta Engbergs)
15. Adam & Eva (Hermans)
16. Jag kan se i dina ögon (Streaplers)
17. Lika blå som då (Christina Lindbergs)
18. Hasta la vista (Schytts)

### Volym 4
1. Och du tände stjärnorna (Thorleifs)
2. Du finns i mina tankar (Candela med Jenny Öhlund)
3. Om änglar finns (Towe Widerbergs)
4. Som en vårnatt (Tommys)
5. En symbol för kärleken (Bodil Hovenlids)
6. Marken blommar där du går (Svänzons)
7. Tack för att vi är vänner (Curt Haagers)
8. Hur kan hon (Ann-Cathrine Wiklander)
9. En vän som du (Lasse Stefanz)
10. Länge leve kärleken (Wizex)
11. Jag ger dig en blomma (Sten & Stanley)
12. En famn full av kärlek (Roland Cedermark)
13. Segla din båt i hamn (Helene & gänget)
14. Glöm inte bort (Anders Engbergs)
15. Too young (Mats Rådberg & Rankarna)
16. Ingen annan e som du (Nick Borgens)
17. Du är min längtan (Rose-Marie Stråhle)
18. Ta mej med ut i världen (Flamingokvintetten)
19. Kommer tid, kommer råd (Drifters med Marie Arturén)
20. Stockholm i mitt hjärta (Lars Berghagen)

### Volym 5
1. Tre röda rosor (Vikingarna)
2. Mina allra bästa minnen (Hasse Andersson)
3. Jag bönar och ber (Göran Lindbergs)
4. En plats i solen (Grönwalls)
5. Jag ska älska dig (Matz Bladhs)
6. Jag kan se i dina ögon (Streaplers)
7. Spar dina tårar (Thorleifs)
8. Alla dina kyssar (Barbados)
9. Mitt liv med dig (Fernandoz med Christina Lindberg)
10. Vet du vad jag vet (Kikki Danielsson)
11. Du gav mej kärlek (Thorleifs)
12. Bo Diddley (Arvingarna)
13. Jag tror på kärleken (Grönwalls)
14. Volare (Umberto Marcato)
15. Lång väg till dig (Streaplers)
16. Livets stora gåta (Matz Bladhs)
17. De' e nåt på gång (Martinez)
18. Tusen ängars blommor (Fernandoz)
19. Jag tror på dej (Thor-Görans)
20. Det är du, det är jag, det är vi (Sven-Ingvars)

### Volym 6
1. Jag önskar mig (Candela)
2. Vänd inte om (Sten & Stanley)
3. Farväl till sommaren (Lasse Berghagen)
4. Novelty accordion (Simons)
5. Alla stunder (Ann-Cathrine Wiklanders)
6. Utan musiken (Jan Malmsjö)
7. Så länge du vill (Mickeys)
8. Arrivederci Napoli (Tonix)
9. Ännu en gång (Drifters med Marie Arturén)
10. Lika blå som dina ögon (Tiffany)
11. Ringen på mitt finger (Lotta Engbergs)
12. Swing & rock 'n' roll (Trond Erics)
13. Sol öar vind och hav (Schytts)
14. Tror du du kan lura mig (Curt Haagers)
15. Vi är på väg (Martys med Sussie Rhodin)
16. Samma ensamma jag (Wizex)
17. Den stora kärleken (Black Jack)
18. Vem har du i dina tankar (Towe Widerbergs)
19. Minnets melodi (Flamingokvintetten)
20. Ge dej tid (Anders Engbergs)

### Volym 7
1. Vid Silverforsens strand (Matz Bladhs)
2. Du vet (Christer Sjögren)
3. Dance with me (Jerry Williams)
4. Du är min bästa vän (Sten & Stanley)
5. Kärlekens vindar (Helene & gänget)
6. Tro på mej (Thor-Görans)
7. Dig ska jag älska (Lasse Stefanz)
8. Lika ung som då (Sven-Ingvars)
9. Om det känns rätt (Black Jack)
10. All min kärlek (Kikki Danielsson & Roosarna)
11. Än finns det kärlek (Arvingarna)
12. Tusen minnen (Christer Sjögren)
13. Visst är det kärlek (Lasse Stefanz)
14. Av hela mitt hjärta (Anders Engbergs)
15. Hur underbar du e (Nick Borgen)
16. Kärleken ligger på lur (Juniors)
17. Ring så får du svar (Streaplers)
18. Hundar, ungar och hembryggt äppelvin (Alf Robertson)
19. Girl on a swing (Black Jack)
20. Säg inte nej, säg kanske (Sven-Ingvars)

### Volym 8
1. Ett litet ljus (Kellys)
2. Rosor doftar alltid som mest när det skymmer (Thorleifs)
3. Äntligen på väg (Lotta Engbergs)
4. Så länge hjärtat slår (Flamingokvintetten)
5. En clown i mina kläder (Totta Näslund)
6. Sju stjärnor att följa (Barbados)
7. Kan det kallas för kärlek det här (Christina Lindberg)
8. Över land, över hav (Höilands)
9. Ellinors snoa (Hasse Andersson med Dalapolisens spelmän)
10. Ska vi gå hem till dig  (Drifters)
11. Våga tro på kärleken igen (Fernandoz)
12. Jag ringer upp (Grönwalls)
13. Under ekars djupa grönska (Tony Eriksson)
14. Vår dotter (Tommys)
15. I mina drömmar (Candela)
16. Då är du aldrig ensam (Lars Berghagen)
17. Place de Trocadero (Wizex)
18. Vem kan leva utan kärlek (Seastars)
19. Så länge solen ger oss ljus (Roland Cedermark)
20. Ännu lever kärleken (Stefan Borsch & Keith Elwins)

### Volym 9
1. I mörkret med dej (Björn Skifs)
2. Välkommen hem (Vikingarna)
3. Stå på egna ben (Helene & Gänget)
4. Den första dagen (Matz Bladhs)
5. You'll never walk alone (Tommy Körberg)
6. Vågar du så vågar jag (Sten & Stanley)
7. Marie, Marie (Sven-Ingvars)
8. Varma vindar och soligt hav (Curt Haagers)
9. Ingen annan än du (Joyride)
10. En dag förbi (Streaplers)
11. Alla åren (Matz Bladhs)
12. Som i en dröm (Boogart)
13. Vänd dig inte om (Vikingarna)
14. Du är alltid en del utav mig (Henrik Åberg)
15. Du ger kärleken ett namn (Drifters)
16. Nattens sista spårvagn (Arvingarna)
17. Glöm inte bort (Helene & Gänget)
18. Månskensnatt i Åmotfors (Sven-Ingvars)
19. Kvällens sista dans (Kikki Danielsson & Roosarna)
20. I samma dröm (Dansbandslandslaget)

### Volym 10
1. Moonlight serenade (Ingmar Nordströms)
2. Av hela mitt hjärta (Lasse Stefanz)
3. Leva livet (Lotta Engbergs)
4. När ett hjärta har älskat (Fernandoz)
5. Regnet det bara öser ner (Siw Malmkvist)
6. Från kust till kust (Lars Berghagen)
7. Tillbaka till naturen (Schytts)
8. New York, London, Rom & St Tropez (Cleo & Grabbarna)
9. Det var längesen jag plocka några blommor (Östen Warnerbring)
10. Halva vägen (Wizex)
11. Under alla broar (Jan Malmsjö)
12. Välkommen till världen (Lill-Babs)
13. Du är min längtan (Flamingokvintetten)
14. Kärleken förändrar allt (Thorleifs)
15. Låt inte din skugga falla härk (Ann-Louise Hanson)
16. Evert / E. Meduza (Matz Ztefanz med Lailaz)
17. Calle Schewens vals (I Roslagens famn) (Sven-Bertil Taube)
18. The lion sleeps tonight (Barbados)
19. Tänk om jag aldrig mer (Lena Philipsson)
20. Ingen som vet (jag är Elvis) (Mats Rådberg)
21. Varje dag (Nick Borgens)